# Киттичайсари, Криангсак
Криангсак Киттичайсари (тайск. เกรียงศักดิ์ กิตติชัยเสรี; род. 2 февраля 1958, Нане, Таиланд) — таиландский правовед и дипломат, чрезвычайный и полномочный посол Королевства Таиланд в ряде стран, включая Иран (2007—2010), Австралию, Фиджи, Папуа — Новую Гвинею, Соломоновы Острова, и Вануату (2010—2012), Российскую Федерацию (2016—2017), Армению (с 2017), Белоруссию, Молдавию и Узбекистан. С октября 2017 года — судья Международного трибунала ООН по морскому праву.

## Биография, образование и карьера
Родился в Нане, центре одноимённой провинции на севере Таиланда. Со стипендией от правительства Таиланда получил высшее юридическое образование в Уэльском университете, окончив его в 1982 году со степенью бакалавра права. Продолжив образование, в 1983 году окончил также Гарвардскую школу права в США, защитив диссертацю на степень магистра права (LL.M.) на тему «Реальная политика и международные правовые вопросы в области гуманитарных интервенций: на примере вьетнамского вторжения в Камбоджу в декабре 1978 — январе 1979 года» (Realpolitik and the international legal issue of humanitarian intervention : with a special reference to the Vietnamese invasion of Cambodia, December 1978-January 1979). Вновь вернувшись в Великобританию, прошёл докторантуру колледжа Св. Эдмунда Кембриджского университета защитив в 1986 году диссертацию на тему «Конвенция ООН по морскому праву 1982 года и защита государственных интересов в отношении морских природных ресурсов (в отношении Юго-Восточной Азии)» (The 1982 United Nations Convention on the Law of the Sea and the Protection of State Interests in Maritime Natural Resources: With Special Reference to South-East Asia) и получив степень доктора философии в области международного права.
С октября 1986 года работал юристом в отделе правовых вопросов Министерства иностранных дел Таиланда. С декабря 1994 по январь 1999 года был советником-посланником при посольстве Таиланда в США, отвечая за экономические и консульские вопросы. Вернувшись на родину, в феврале 1999 года был назначен директором отдела правовых вопросов, а в марте 2002 — повышен до позиции зам. главы департамента договоров и правовых вопросов министерства, прослужив на этом посту до осени 2004 года. С ноября 2004 по март 2006 года работал прикреплённым послом при МИДе, возглавляя его совет по правовым вопросам и отвечая в целом за вопросы международного права и противодействия международному терроризму.
С марта 2006 по осень 2007 года возглавлял в министерстве департамент международных организаций, отвечая за вопросы законов и статутов организаций, международных прав человека, международной организованной преступности, разоружения и контроля за распространением оружия. По совместительству исполнял обязанности посла и постоянного представителя Таиланда в Экономической и социальной комиссии ООН для Азии и Тихого океана (ЭСКАТО).
Начиная с осени 2007 года, Криангсак Киттичайсари исполнял обязанности чрезвычайного и полномочного посла Королевства Таиланд в ряде стран, в том числе:
- С октября 2007 по апрель 2010 года — посол Таиланда в Исламской Республике Иран;
- С 2010 по 2012 год — посол Таиланда в Австралии, по совместительству — посол Таиланда на Фиджи и Соломоновых Островах, в Папуа — Новой Гвинее и Вануату с резиденцией в Канберре (Австралия);
- С 2012 по 2015 год — генеральный директор Таиландского торгово-экономического представительства в Китайской Республике[англ.], фактически — глава дипломатического представительства Таиланда в этой стране при отсутствии формальных дипотношений;
- С января 2016 года — посол Таиланда в Российской Федерации[12], по совместительству — посол Таиланда в Армении, Белоруссии, Молдавии и Узбекистане с резиденцией в Москве. На каденцию Киттичайсари в Москве выпали такие обязанности, как участие в различных культурных мероприятиях по случаю 120-летия дипломатических отношений России и Сиама/Таиланда[13][14][15] и, с другой стороны, организация траура по смерти короля Пхумипона Адульядета[16].

По совместительству с министерскими и дипломатическими обязанностями Киттичайсари занимается преподавательской деятельностью. С 1999 года он был приглашённым профессором юридического факультета Университета Нового Южного Уэльса (Австралии); в 2000 и 2004 годах вёл курсы в Азиатско-американском институте международного права юридического факутльтета Университета Дьюка (США); в 2006 и 2009 — в Национальном университете Сингапура, читал лекции по приглашению Квинслендского технологического университета (2011) и Университета Южной Австралии. Автор ряда публикаций в рецензируемых журналах и монографий по международному праву, в частности, морскому и кибер-праву.
В марте 2017 года был номинирован, а в того же года — избран судьёй Международного трибунала ООН по морскому праву со сроком каденции с 1 октября 2017 по 30 сентября 2026 года. По некоторым сведениям, это предполагает прекращение исполнения им своих обязанностей с качестве посла в России, однако сведения о назначении правительством Таиланда преемника пока отсутствуют.